# جون بلائوستگی
جون بلائوستگی (اسپانیایی: Jon Belaustegui‎؛ زادهٔ ۱۹ مارس ۱۹۷۹) بازیکن هندبال اهل اسپانیا بود.
از باشگاه‌هایی که در آن بازی کرده‌است می‌توان به باشگاه هندبال بارسلونا اشاره کرد.
وی در مسابقات کشوری و بین‌المللی در مجموع برندهٔ ۱ مدال طلا، ۱ مدال برنز شده‌است.